# Thomas Talbot Bury
Thomas Talbot Bury (Londra, 1809 – Londra, 23 febbraio 1877) è stato un architetto, litografo e incisore inglese, molto apprezzato dai più importanti architetti inglesi dell'epoca, dei quali fu un assiduo collaboratore, in particolare di Augustus Welby Pugin and Owen Jones.

## Biografia
La sua data di nascita è oggetto di disputa, ma nel registro parrocchiale di St. Botolph, nel quartiere londinese di Aldgate, è registrata la data del suo battesimo, il 26 novembre 1809.

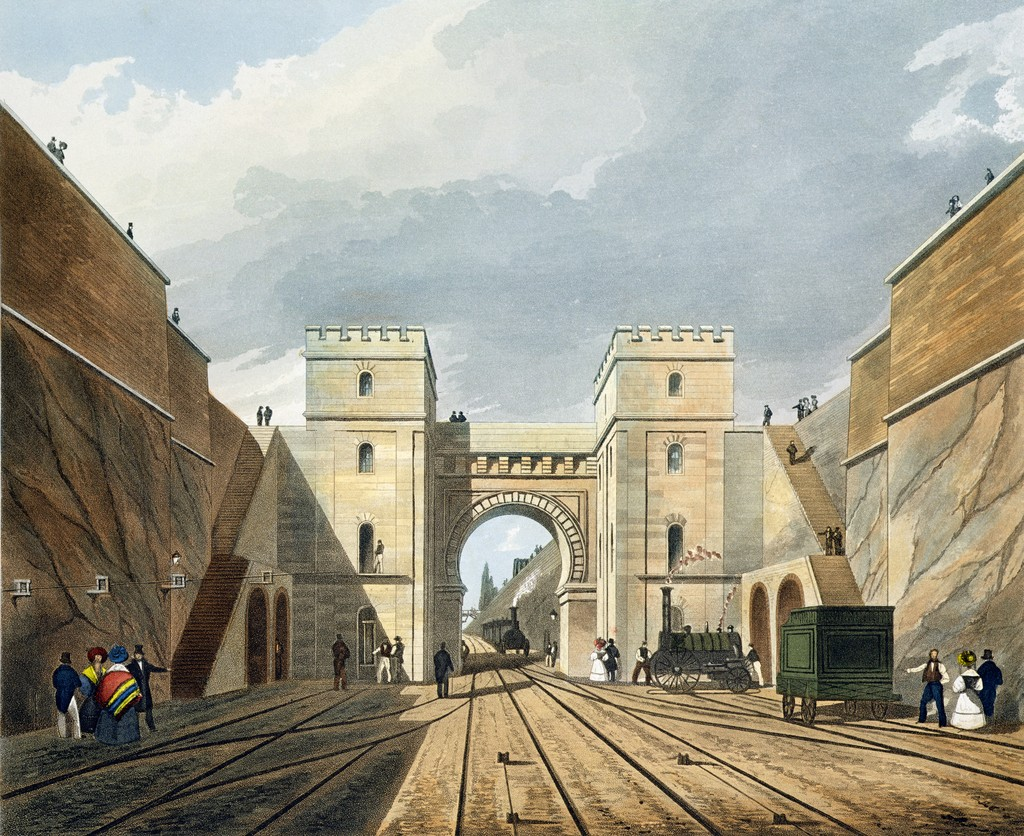
Acquerello di T.T. Bury del Moorish Arch presso il nodo di scambio ferroviario Liverpool-Manchester (1831)

 Nel 1824 venne assunto dall'architetto Augustus Charles Pugin e nel 1830 aprì il suo studio professionale in collaborazione con l'architetto Charles Lee e divenne collaboratore assiduo di Lewis Vulliamy. A fianco della sua attività di architetto, Talbot collaborò con Welby Pugin nel realizzare acqueforti e litografie dei disegni di quest'ultimo, per il progetto della ristrutturazione del Palazzo di Westminster, commissionato al grande architetto Charles Barry. Esibì molti dei suoi lavori presso la Royal Academy tra il 1846 ed il 1872. Nel 1839 fu associato al Royal Institute of British Architects, del quale divenne vice-Presidente nel 1876, mentre nel 1863 divenne socio della Society of Antiquaries of London. 

Nel 1831 l'editore Rudolph Ackermann ha pubblicato una edizione delle sue stampe con il titolo Coloured Views of the Liverpool and Manchester Railway, che sono considerate una raffinata raccolta di stampe commemorative per l'apertura della linea ferroviaria Manchester-Liverpool. Nel 1847 Bury pubblicò l'opera Remains of Ecclesiastical Woodwork, illustrata con una serie di sue litografie e nel 1849 lo studio History and description of the styles of architecture of various countries, from the earliest to the present.